# La Liberté brille dans la nuit
Albums de Gilles Servat
L'Hirondelle
(1974) Le Pouvoir des mots
(1976)
La Liberté brille dans la nuit est le quatrième album studio de Gilles Servat, paru en 1975 chez Kalondour. Ce 33 tours n’a jamais été réédité en CD.

## Description des chansons
André-Georges Hamon livre son analyse dans son livre Chantre de toutes les Bretagnes : « La voix sort franche d'une épaisse toison, roule dans l'espace et vient toucher au moment opportun. Le verbe est dru, viril, accusateur. Il se fait violent et l'humour grincement. Mais, contrairement à ce que chacun peut pense, Servat est un tendre qui sais regarder Dublin avec une âme de poète et cherche l'homme pour lui donner droit de vie et de parole. [...] Toujours atteint dans son être sensible, par l'événement il se permet d'écrire, à l'époque de « sa fureur terrible », une belle et sobre Dernière chanson. Aussi un impeccable réquisitoire qui constitue, de nombreuses années après, l'une des plus évidentes réussites de la chanson populaire : La Complainte de François Quenechou. [...] « La Liberté brille dans la nuit », dit-il encore, et nous participons à sa foi dans l'humanité et son avenir... ». Chanson pour François Quenechou est née d'un article lu dans Le Peuple breton évoquant un ouvrier breton du nom de Quénéchou mort de faim et de froid. Gilles Servat a par la suite réactualisé l'arrangement en replaçant le thème dans une société qui connait plus de faits de misère semblables. Elle a été reprise en 1978 par Anne Vanderlove, titrée La Ballade de François Quenechou sur son album La Sirène.
L'écrivain André-Georges Hamon poursuit son analyse après une citation de Gilles Servat (« La chanson est une arme très efficace, plus que les journeauc, à mon avis. Si la chanson, en Bretagne, a une place aussi importante, c'est parce qu'elle retrouve ce qu'était la chanson traditionnelle avant. C'était le journal des illettrés. Ils mettaient des paroles nouvelles sur des airs connus. Pour moi, il faut que j'apprenne la façon dont les gens écrivaient avant, je crois qu'on y arrive en faisant de la poésie simple. ») : « Gilles Servat le démontre dans un enregistrement comme La Liberté brille dans la nuit. Le verbe se fait accusateur (Chili T.T.), tendre, vengeur. Mais il est aussi plus fignolé dans la rime, le rythme, la syncope, les sonorités, et débouche sur des compositions aussi puissamment belles que An Eostig toullbac'het et Dernière chanson, l'une des plus réussies du Groisillon ».

## Titres de l'album
1. An Eostig Toullbac'het (Gilles Servat) - 3:41
2. Chili TT (Gilles Servat) - 3:40
3. Dublin, heure de grâce (Gilles Servat) - 3:46
4. La Faute au pétrole (Gilles Servat) - 1:32
5. La liberté brille dans la nuit (Gilles Servat / Michel Devy) - 2:35
6. Dernière chanson (Gilles Servat) - 4:26
7. Chanson pour François Quenechou (Gilles Servat) - 4:48
8. Planedenn (Gilles Servat) - 3:02
9. Ballade des parasites (Gilles Servat) - 2:21
10. Canal Saint-Martin (Gilles Servat) - 4:30
11. Je dors en Bretagne ce soir ( Gilles Servat) - 3:24